# Komlavi Loglo
Komlavi Loglo (Badou, 30 de dezembro de 1984) é um tenista profissional togolês. 
Em Pequim 2008, recebeu um convite para disputar as Olimpíadas, perdeu para o sul-africano Kevin Anderson, na primeira rodada. Também representa o Togo na Copa Davis.